# Chlorochaeta swanni
Chlorochaeta swanni là một loài bướm đêm trong họ Geometridae.